# World Magnetic Tour
World Magnetic Tour je koncertna turneja američkog heavy metal sastava Metallice, kojom su promovirali svoj deveti studijski album Death Magnetic.
Turneja je službeno započela 12. rujna 2008. promotivnim nastupima u Europi, a završila je u studenom 2010. u Australiji. U sklopu turneje, nastupali su i na festivalima Sonisphere s ostalim članovima "velike četvorice" thrash metala, Slayerom, Megadethom i Anthraxom. Za vrijeme tri nastupa u Ciudadu de Mexicu snimljen je videoalbum uživo nazvan Orgullo, Pasión y Gloria, te na nastupu u Nîmesu u Francuskoj nazvan Français Pour Une Nuit.

## Koncerti

### Europa(Promotivni nastupi "Death Magnetic")
| Datum           |  | Grad   | Država                 | Lokacija          |
| --------------- |  | ------ | ---------------------- | ----------------- |
| 12. rujna 2008. |  | Berlin | Njemačka               | O2 World          |
| 14. rujna 2008. |  | London | Ujedinjeno Kraljevstvo | BBC Radio Theatre |
| 15. rujna 2008. |  | London | Ujedinjeno Kraljevstvo | O2 Arena          |

### Sjeverna Amerika, 1.
Popratni sastavi:
- Down (21. listopada - 23. studenog)
- Lamb of God (1. – 15., 20. prosinca)
- Machine Head (17., 18. prosinca)
- The Sword (21. listopada – 20. prosinca)

| Datum               |  | Grad                  | Država | Lokacija                     |
| ------------------- |  | --------------------- | ------ | ---------------------------- |
| 17. listopada 2008. |  | Daly City, CA         | SAD    | Cow Palace                   |
| 20. listopada 2008. |  | Glendale, AZ          | SAD    | Jobing.com Arena             |
| 21. listopada 2008. |  | Glendale, AZ          | SAD    | Jobing.com Arena             |
| 23. listopada 2008. |  | Albuquerque, NM       | SAD    | Tingley Coliseum             |
| 25. listopada 2008. |  | Kansas City, MO       | SAD    | Sprint Center                |
| 26. listopada 2008. |  | Des Moines, IA        | SAD    | Wells Fargo Arena            |
| 1. studenog 2008.   |  | Portland, OR          | SAD    | Rose Garden Arena            |
| 3. studenog 2008.   |  | Salt Lake City, UT    | SAD    | EnergySolutions Arena        |
| 4. studenog 2008.   |  | Denver, CO            | SAD    | Pepsi Center                 |
| 6. studenog 2008.   |  | Omaha, NE             | SAD    | Qwest Center                 |
| 8. studenog 2008.   |  | Moline, IL            | SAD    | i wireless Center            |
| 9. studenog 2008.   |  | Columbus, OH          | SAD    | Jerome Schottenstein Center  |
| 17. studenog 2008.  |  | St. Louis, MO         | SAD    | Scottrade Center             |
| 18. studenog 2008.  |  | Tulsa, OK             | SAD    | BOK Center                   |
| 20. studenog 2008.  |  | Houston, TX           | SAD    | Toyota Center                |
| 22. studenog 2008.  |  | North Little Rock, AR | SAD    | Alltel Arena                 |
| 23. studenog 2008.  |  | New Orleans, LA       | SAD    | New Orleans Arena            |
| 1. prosinca 2008.   |  | Seattle, WA           | SAD    | KeyArena                     |
| 2. prosinca 2008.   |  | Vancouver             | Kanada | General Motors Place         |
| 4. prosinca 2008.   |  | Calgary               | Kanada | Pengrowth Saddledome         |
| 5. prosinca 2008.   |  | Calgary               | Kanada | Pengrowth Saddledome         |
| 7. prosinca 2008.   |  | Edmonton              | Kanada | Rexall Place                 |
| 12. prosinca 2008.  |  | Ontario, CA           | SAD    | Citizens Business Bank Arena |
| 13. prosinca 2008.  |  | Fresno, CA            | SAD    | Save Mart Center             |
| 15. prosinca 2008.  |  | San Diego, CA         | SAD    | Cox Arena                    |
| 17. prosinca 2008.  |  | Inglewood, CA         | SAD    | The Forum                    |
| 18. prosinca 2008.  |  | Inglewood, CA         | SAD    | The Forum                    |
| 20. prosinca 2008.  |  | Oakland, CA           | SAD    | Oracle Arena                 |

### Sjeverna Amerika, 2.
Popratni sastavi:
- Machine Head
- The Sword

| Datum              |  | Grad             | Država | Lokacija                          |
| ------------------ |  | ---------------- | ------ | --------------------------------- |
| 12. siječnja 2009. |  | Milwaukee, WI    | SAD    | Bradley Center                    |
| 13. siječnja 2009. |  | Detroit, MI      | SAD    | Joe Louis Arena                   |
| 15. siječnja 2009. |  | Washington, D.C. | SAD    | Verizon Center                    |
| 17. siječnja 2009. |  | Philadelphia, PA | SAD    | Wachovia Center                   |
| 18. siječnja 2009. |  | Boston, MA       | SAD    | TD Banknorth Garden               |
| 26. siječnja 2009. |  | Rosemont, IL     | SAD    | Allstate Arena                    |
| 27. siječnja 2009. |  | Rosemont, IL     | SAD    | Allstate Arena                    |
| 29. siječnja 2009. |  | Uniondale, NY    | SAD    | Nassau Veterans Memorial Coliseum |
| 31. siječnja 2009. |  | Newark, NJ       | SAD    | Prudential Center                 |
| 1. veljače 2009.   |  | Newark, NJ       | SAD    | Prudential Center                 |

### Europa, 1.
Popratni sastavi:
- Machine Head
- The Sword

| Datum             |  | Grad       | Država                 | Lokacija           |
| ----------------- |  | ---------- | ---------------------- | ------------------ |
| 25. veljače 2009. |  | Nottingham | Ujedinjeno Kraljevstvo | Trent FM Arena     |
| 26. veljače 2009. |  | Manchester | Ujedinjeno Kraljevstvo | Evening News Arena |
| 28. veljače 2009. |  | Sheffield  | Ujedinjeno Kraljevstvo | Sheffield Arena    |
| 2. ožujka 2009.   |  | London     | Ujedinjeno Kraljevstvo | O2 Arena           |
| 3. ožujka 2009.   |  | Newcastle  | Ujedinjeno Kraljevstvo | Metro Radio Arena  |
| 5. ožujka 2009.   |  | Antwerpen  | Belgija                | Sportpaleis        |
| 7. ožujka 2009.   |  | Stockholm  | Švedska                | Ericsson Globe     |

### SAD(Promotivni nastup "Guitar Hero: Metallica")
| Datum            |  | Grad       | Država | Lokacija |
| ---------------- |  | ---------- | ------ | -------- |
| 20. ožujka 2009. |  | Austin, TX | SAD    | Stubb's  |

### Europa, 2. i 3.
Popratni sastavi:
- Machine Head
- The Sword

| Datum             |  | Grad       | Država                 | Lokacija                    |
| ----------------- |  | ---------- | ---------------------- | --------------------------- |
| 25. ožujka 2009.  |  | Birmingham | Ujedinjeno Kraljevstvo | LG Arena                    |
| 26. ožujka 2009.  |  | Glasgow    | Ujedinjeno Kraljevstvo | SECC                        |
| 28. ožujka 2009.  |  | London     | Ujedinjeno Kraljevstvo | O2 Arena                    |
| 30. ožujka 2009.  |  | Rotterdam  | Nizozemska             | Ahoy                        |
| 1. travnja 2009.  |  | Pariz      | Francuska              | Palais Omnisports Bercy     |
| 2. travnja 2009.  |  | Pariz      | Francuska              | Palais Omnisports Bercy     |
| 4. svibnja 2009.  |  | Stockholm  | Švedska                | Ericsson Globe              |
| 6. svibnja 2009.  |  | München    | Njemačka               | Olympiahalle                |
| 7. svibnja 2009.  |  | Leipzig    | Njemačka               | Arena Leipzig               |
| 9. svibnja 2009.  |  | Stuttgart  | Njemačka               | Hanns-Martin-Schleyer-Halle |
| 11. svibnja 2009. |  | Frankfurt  | Njemačka               | Festhalle                   |
| 12. svibnja 2009. |  | Hamburg    | Njemačka               | Color Line Arena            |
| 14. svibnja 2009. |  | Beč        | Austrija               | Stadthalle                  |
| 16. svibnja 2009. |  | Oberhausen | Njemačka               | König Pilsener Arena        |
| 17. svibnja 2009. |  | Koln       | Njemačka               | Lanxess Arena               |

### Latinska Amerika, 1.
Popratni sastavi:
- Avenged Sevenfold
- Resorte

| Datum           |  | Grad             | Država  | Lokacija |
| --------------- |  | ---------------- | ------- | -------- |
| 4. lipnja 2009. |  | Ciudad de Mexico | Meksiko | Foro Sol |
| 6. lipnja 2009. |  | Ciudad de Mexico | Meksiko | Foro Sol |
| 7. lipnja 2009. |  | Ciudad de Mexico | Meksiko | Foro Sol |

### Europa, 4.
Popratni sastavi:
- Lamb of God (svi gradovi osim Nîmesa i Dublina)
- Mastodon (svi gradovi osim Nîmesa)
- Avenged Sevenfold (samo Dublin)
- Alice in Chains (samo Dublin)
- Glyder (samo Dublin)
- M.O.P.A. (samo Nîmes)
- Mass Hysteria (samo Nîmes)

| Datum             |  | Grad        | Država                 | Lokacija                     |
| ----------------- |  | ----------- | ---------------------- | ---------------------------- |
| 14. lipnja 2009.  |  | Helsinki    | Finska                 | Hartwall Areena              |
| 15. lipnja 2009.  |  | Helsinki    | Finska                 | Hartwall Areena              |
| 17. lipnja 2009.  |  | Oslo        | Noreška                | Spektrum                     |
| 19. lipnja 2009.  |  | Nickelsdorf | Austrija               | Nova Rock Festival           |
| 20. lipnja 2009.  |  | Nijmegen    | Nizozemska             | Sonisphere - Goffertpark     |
| 22. lipnja 2009.  |  | Milano      | Italija                | Mediolanum Forum             |
| 24. lipnja 2009.  |  | Rim         | Italija                | PalaLottomatica              |
| 4. srpnja 2009.   |  | Hockenheim  | Njemačka               | Sonisphere - Hockenheimring  |
| 5. srpnja 2009.   |  | Werchter    | Belgija                | Rock Werchter Festival       |
| 7. srpnja 2009.   |  | Nîmes       | Francuska              | Arènes de Nîmes              |
| 9. srpnja 2009.   |  | Lisabon     | Portugal               | Optimus Alive! Festival      |
| 11. srpnja 2009.  |  | Barcelona   | Španjolska             | Sonisphere - The Forum       |
| 13. srpnja 2009.  |  | Madrid      | Španjolska             | Palacio de Deportes          |
| 14. srpnja 2009.  |  | Madrid      | Španjolska             | Palacio de Deportes          |
| 16. srpnja 2009.  |  | Zürich      | Švicarska              | Hallenstadion                |
| 18. srpnja 2009.  |  | Hultsfred   | Švedska                | Sonisphere - Folkets Park    |
| 20. srpnja 2009.  |  | Kopenhagen  | Danska                 | Forum                        |
| 22. srpnja 2009.  |  | Kopenhagen  | Danska                 | Forum                        |
| 23. srpnja 2009.  |  | Kopenhagen  | Danska                 | Forum                        |
| 25. srpnja 2009.  |  | Pori        | Finska                 | Sonisphere - Kirjurinluoto   |
| 27. srpnja 2009.  |  | Kopenhagen  | Danska                 | Forum                        |
| 28. srpnja 2009.  |  | Kopenhagen  | Danska                 | Forum                        |
| 30. srpnja 2009.  |  | Oslo        | Norveška               | Spektrum                     |
| 1. kolovoza 2009. |  | Dublin      | Irska                  | Marlay Park                  |
| 2. kolovoza 2009. |  | Knebworth   | Ujedinjeno Kraljevstvo | Sonisphere - Knebworth House |

### Sjeverna Amerika, 3. i 4.
Popratni sastavi:

- Lamb of God (14. rujna – 15. studenog)
- Machine Head (5. prosinca – 12. prosinca)
- Gojira (14. rujna – 18. listopada)
- Volbeat (26. listopada – 12. prosinca)

| Datum               |  | Grad                | Država | Lokacija                            |
| ------------------- |  | ------------------- | ------ | ----------------------------------- |
| 11. rujna 2009.     |  | San Rafael, CA      | SAD    | Marin Veterans' Memorial Auditorium |
| 14. rujna 2009.     |  | Nashville, TN       | SAD    | Sommet Center                       |
| 15. rujna 2009.     |  | Cincinnati, OH      | SAD    | U.S. Bank Arena                     |
| 17. rujna 2009.     |  | Indianapolis, IN    | SAD    | Conseco Fieldhouse                  |
| 19. rujna 2009.     |  | Montreal            | Kanada | Bell Centre                         |
| 20. rujna 2009.     |  | Montreal            | Kanada | Bell Centre                         |
| 28. rujna 2009.     |  | San Antonio, TX     | SAD    | AT&T Center                         |
| 29. rujna 2009.     |  | Dallas, TX          | SAD    | American Airlines Center            |
| 1. listopada 2009.  |  | Sunrise, FL         | SAD    | BankAtlantic Center                 |
| 3. listopada 2009.  |  | Tampa, FL           | SAD    | St. Pete Times Forum                |
| 4. listopada 2009.  |  | Atlanta, GA         | SAD    | Philips Arena                       |
| 12. listopada 2009. |  | Winnipeg            | Kanada | MTS Centre                          |
| 13. listopada 2009. |  | Minneapolis, MN     | SAD    | Target Center                       |
| 15. listopada 2009. |  | Cleveland, OH       | SAD    | Quicken Loans Arena                 |
| 17. listopada 2009. |  | Charlottesville, VA | SAD    | John Paul Jones Arena               |
| 18. listopada 2009. |  | Charlotte, NC       | SAD    | Time Warner Cable Arena             |
| 26. listopada 2009. |  | Toronto             | Kanada | Air Canada Centre                   |
| 27. listopada 2009. |  | Toronto             | Kanada | Air Canada Centre                   |
| 31. listopada 2009. |  | Québec              | Kanada | Colisée Pepsi                       |
| 1. studenog 2009.   |  | Québec              | Kanada | Colisée Pepsi                       |
| 3. studenog 2009.   |  | Ottawa              | Kanada | Scotiabank Place                    |
| 9. studenog 2009.   |  | Grand Rapids, MI    | SAD    | Van Andel Arena                     |
| 10. studenog 2009.  |  | Buffalo, NY         | SAD    | HSBC Arena                          |
| 12. studenog 2009.  |  | Albany, NY          | SAD    | Times Union Center                  |
| 14. studenog 2009.  |  | New York City, NY   | SAD    | Madison Square Garden               |
| 15. studenog 2009.  |  | New York City, NY   | SAD    | Madison Square Garden               |
| 5. prosinca 2009.   |  | Las Vegas, NV       | SAD    | Mandalay Bay Events Center          |
| 7. prosinca 2009.   |  | Nampa, ID           | SAD    | Idaho Center                        |
| 8. prosinca 2009.   |  | Sacramento, CA      | SAD    | ARCO Arena                          |
| 10. prosinca 2009.  |  | Anaheim, CA         | SAD    | Honda Center                        |
| 12. prosinca 2009.  |  | San Jose, CA        | SAD    | HP Pavilion                         |

### Latinska Amerika, 2. i 3.
Popratni sastavi:
- Mastodon (samo u ožujku)
- Sepultura (São Paulo)
- Hibria (Porto Alegre)
- Horcas (Buenos Aires, 21. siječnja)
- O'Connor (Buenos Aires, 22. siječnja)
- Criminal (Santiago)
- Necropsya (Lima)
- Mad (Córdoba)
- Un León D-mente (Buenos Aires)
- Maligno (Guadalajara i Monterrey)
- Extinción (Guatemala Grad)
- Pneuma (San José)
- Deep Trip (Bogotá)
- Dischord (Caracas)
- Adam Zoom (San Juan)

| Datum              |  | Grad         | Država    | Lokacija                          |
| ------------------ |  | ------------ | --------- | --------------------------------- |
| 19. siječnja 2010. |  | Lima         | Peru      | Estadio Universidad San Marcos    |
| 21. siječnja 2010. |  | Buenos Aires | Argentina | Estadio de River Plate            |
| 22. siječnja 2010. |  | Buenos Aires | Argentina | Estadio de River Plate            |
| 24. siječnja 2010. |  | Córdoba      | Argentina | Orfeo Superdomo                   |
| 26. siječnja 2010. |  | Santiago     | Čile      | Club Hipico                       |
| 28. siječnja 2010. |  | Porto Alegre | Brazil    | Parque Condor                     |
| 30. siječnja 2010. |  | São Paulo    | Brazil    | Estádio do Morumbi                |
| 31. siječnja 2010. |  | São Paulo    | Brazil    | Estádio do Morumbi                |
| 1. ožujka 2010.    |  | Guadalajara  | Meksiko   | Estadio Tres de Marzo             |
| 3. ožujka 2010.    |  | Monterrey    | Meksiko   | Estadio Universitario             |
| 5. ožujka 2010.    |  | Guatemala    | Gvatemala | Estadio Mateo Flores              |
| 7. ožujka 2010.    |  | San José     | Kostarika | Estadio Ricardo Saprissa Aymá     |
| 8. ožujka 2010.    |  | Panama City  | Panama    | Centro de Convenciones Figali     |
| 10. ožujka 2010.   |  | Bogotá       | Kolumbija | Parque Simón Bolívar              |
| 12. ožujka 2010.   |  | Caracas      | Venezuela | Campos de Beisbol de la Rinconada |
| 14. ožujka 2010.   |  | San Juan     | Portoriko | Coliseo de José Miguel Agrelot    |

### Izrael i Europa, 5., 6. i 7.
Popratni sastavi:

- Fear Factory (travanj)
- Gojira (travanj)
- High on Fire (svibanj, osim Tel Aviva)
- Volbeat (svibanj, osim Tel Aviva)
- Orphaned Land (Tel Aviv)

| Datum             |  | Grad       | Država                 | Lokacija                                        |
| ----------------- |  | ---------- | ---------------------- | ----------------------------------------------- |
| 13. travnja 2010. |  | Oslo       | Norveška               | Telenor Arena                                   |
| 14. travnja 2010. |  | Oslo       | Norveška               | Telenor Arena                                   |
| 17. travnja 2010. |  | Riga       | Latvija                | Arēna Rīga                                      |
| 18. travnja 2010. |  | Tallinn    | Estonija               | Saku Suurhall                                   |
| 20. travnja 2010. |  | Vilnius    | Litva                  | Siemens Arena                                   |
| 21. travnja 2010. |  | Vilnius    | Litva                  | Siemens Arena                                   |
| 24. travnja 2010. |  | Moskva     | Rusija                 | Sportivnyĭ Kompleks Olimpiĭskiĭ                 |
| 25. travnja 2010. |  | Moskva     | Rusija                 | Sportivnyĭ Kompleks Olimpiĭskiĭ                 |
| 11. svibnja 2010. |  | Belfast    | Ujedinjeno Kraljevstvo | Odyssey Arena                                   |
| 12. svibnja 2010. |  | Belfast    | Ujedinjeno Kraljevstvo | Odyssey Arena                                   |
| 14. svibnja 2010. |  | Budimpešta | Mađarska               | Puskás Ferenc Stadion                           |
| 16. svibnja 2010. |  | Zagreb     | Hrvatska               | Hipodrom Zagreb                                 |
| 18. svibnja 2010. |  | Lisabon    | Portugal               | Pavilhão Atlântico                              |
| 19. svibnja 2010. |  | Lisabon    | Portugal               | Pavilhão Atlântico                              |
| 22. svibnja 2010. |  | Tel Aviv   | Izrael                 | Itztadion Ramat Gan                             |
| 23. svibnja 2010. |  | Lyon       | Francuska              | Halle Tony Garnier                              |
| 14. lipnja 2010.  |  | Madrid     | Španjolska             | Rock in Rio Festival                            |
| 16. lipnja 2010.  |  | Varšava    | Poljska                | Sonisphere - Lotnisko Bemowo                    |
| 18. lipnja 2010.  |  | Jonschwil  | Švicarska              | Sonisphere - Degenaupark                        |
| 19. lipnja 2010.  |  | Milovice   | Češka                  | Sonisphere - Letiště Milovice                   |
| 22. lipnja 2010.  |  | Sofija     | Bugarska               | Sonisphere - Natsionalniya Stadion Vasil Levski |
| 24. lipnja 2010.  |  | Atena      | Grčka                  | Sonisphere - Terra Vibe Park                    |
| 26. lipnja 2010.  |  | Bukurešt   | Rumunjska              | Sonisphere - Complexul Expoziţional Romexpo     |
| 27. lipnja 2010.  |  | Istanbul   | Turska                 | Sonisphere - BJK İnönü Stadı                    |

### Australija i Novi Zeland
| Datum               |  | Grad      | Država      | Lokacija             |
| ------------------- |  | --------- | ----------- | -------------------- |
| 13. listopada 2010. |  | Auckland  | Novi Zeland | Vector Arena         |
| 18. listopada 2010. |  | Brisbane  | Australija  | Entertainment Centre |
| 22. listopada 2010. |  | Perth     | Australija  | Burswood Dome        |
| 10. studenog 2010.  |  | Sydney    | Australija  | Acer Arena           |
| 15. studenog 2010.  |  | Adelaide  | Australija  | Entertainment Centre |
| 18. studenog 2010.  |  | Melbourne | Australija  | Rod Laver Arena      |

## Vanjske poveznice
- Službena stranica
- Stranica turneje